# Supercoppa francese 2016 (pallavolo femminile)
La Supercoppa francese 2016 si è svolta il 15 ottobre 2016: al torneo hanno partecipato due squadre di club francesi e la vittoria finale è andata per la prima volta al Association Sportive Saint-Raphaël Volley-Ball.

## Regolamento
Le squadre hanno disputato una gara unica.

## Squadre partecipanti
| Squadra       | Qualificazione                      | Ultima partecipazione    |
| ------------- | ----------------------------------- | ------------------------ |
| RC Cannes     | Vincitrice Coppa di Francia 2015-16 | Supercoppa francese 2015 |
| Saint-Raphaël | Vincitrice Ligue A 2015-16          | Debutto                  |

## Torneo
| 15 ottobre 2016 U Palatinu, Ajaccio Durata: 1h:28 - Spettatori: 1 324 | Saint-Raphaël | 3 - 0 | RC Cannes | 25-16, 25-22, 28-26 |